# Mistrzostwa Polski w Badmintonie 2010
46. Mistrzostwa Polski w Badmintonie 2010 odbyły się w Głubczycach w dniach 4 - 6 lutego 2010 roku. 

## Medaliści
| Konkurencja:            | Złoto:                                                                      | Srebro:                                                                                 | Brąz: |
| gra pojedyncza kobiet   | Kamila Augustyn (SKB Piast Słupsk)                                          | Małgorzata Kurdelska (AZS Uniwersytet Warszawski)                                       | Aleksandra Walaszek (LKS Technik Głubczyce) Anna Narel (LUKS Badminton Choroszcz)                                                                                      |
| gra pojedyncza mężczyzn | Przemysław Wacha (LKS Technik Głubczyce)                                    | Hubert Pączek (AZS AGH Kraków)                                                          | Dariusz Zięba (Badminton Choroszcz) Rafał Hawel (LKS Technik Głubczyce)                                                                                                |
| gra podwójna kobiet     | Kamila Augustyn (Piast Słupsk) Nadieżda Kostiuczyk (Hubal Białystok)        | Natalia Pocztowiak (LKS Technik Głubczyce) Agnieszka Wojtkowska (LKS Technik Głubczyce) | Magdalena Jaworek (AZS UWM Olsztyn) Klaudia Rogalska (AZS UWM Olsztyn) Katarzyna Garbacka (AZS Uniwersytet Warszawski) Kinga Rudolf (Kolejarz Częstochowa)             |
| gra podwójna mężczyzn   | Michał Łogosz (SKB Litpol Malow Suwałki) Robert Mateusiak (Hubal Białystok) | Adam Cwalina (LKS Technik Głubczyce) Rafał Hawel (LKS Technik Głubczyce)                | Krzysztof Maślanka (UKS 15 Kędzierzyn-Koźle) Wojciech Poszelężny (UKS 15 Kędzierzyn-Koźle) Paweł Pietryja (Plesbad Pszczyna) Przemysław Urban (LKS Technik Głubczyce)  |
| gra mieszana            | Robert Mateusiak (Hubal Białystok) Nadieżda Kostiuczyk (Hubal Białystok)    | Michał Łogosz (SKB Litpol Malow Suwałki) Natalia Pocztowiak (LKS Technik Głubczyce)     | Robert Kowalczyk (Hubal Białystok) Agnieszka Wojtkowska (LKS Technik Głubczyce) Adam Cwalina (LKS Technik Głubczyce) Małgorzata Kurdelska (AZS Uniwersytet Warszawski) |